# Головненков, Александр Павлович
Александр Павлович Головненков (1920—1942) — лейтенант Рабоче-крестьянской Красной Армии, участник Великой Отечественной войны, Герой Советского Союза (1943).

## Биография
Родился в 1920 году в деревне Дылево (ныне — Вяземский район (Смоленская область) в крестьянской семье. Окончил семь классов школы.
В 1935 году переехал в Москву, работал слесарем, одновременно учился в вечернем строительном техникуме, который окончил весной 1941 года. В июне того же года был призван на службу в Рабоче-крестьянскую Красную Армию. 28 мая 1942 года он окончил Харьковское бронетанковое училище с присвоением звания лейтенант. После окончания училища назначен командиром среднего танка 83-го отдельного танкового батальона 47-й танковой бригады. С августа 1942 года года — на фронтах Великой Отечественной войны, 7 декабря 1942 года, после переформирования 47-й танковой бригады в 139-й танковый полк, назначен командиром танка Т-34 1-й роты средних танков этого полка. В декабре 1942 года 139-й танковый полк был придан 13-й танковой бригаде 51-й армии Сталинградского фронта. Особо отличился во время Сталинградской битвы.
22 декабря 1942 года в ходе боя у села Васильевка Октябрьского района Сталинградской области экипаж Головненкова имел задачу обнаружить систему огня противника и уничтожить её артиллерийским огнём. Определив позиции вражеских батарей и вызвав по ним огонь, танкисты прорвались в село, попутно уничтожив танк и раздавив автомашину. Появление танка Головненкова на улицах Васильевки вызвало панику среди вражеских солдат. Когда от прямого попадания танк загорелся, направил его на здание, где засели вражеские солдаты, и разрушил его, сбив обломками пламя. Когда от следующего выстрела начался пожар в моторе, приказал экипажу покинуть танк, а сам продолжил вести огонь по противнику, уничтожив ещё два вражеских танка, погибнув в пожаре. Его действия способствовали успешному освобождению Васильевки.
Первичное место захоронения балка Широкая западнее Гнилой Аксай, позже перезахоронен в братской могиле села Васильевка Октябрьского района Волгоградской области.
Указом Президиума Верховного Совета СССР «О присвоении звания Героя Советского Союза начальствующему и рядовому составу Красной Армии» от 31 марта 1943 года «за образцовое выполнение боевых заданий Командования на фронте борьбы с немецкими захватчиками и проявленные при этом отвагу и геройство» удостоен посмертно высокого звания Героя Советского Союза.
Навечно зачислен в списки воинской части. В его честь названа школа в селе Вырубово Вяземского района.

## Награды
- Герой Советского Союза (31 марта 1943, медаль «Золотая Звезда»)[4];
- орден Ленина (31 марта 1943)[4].